# Luxemburgse parlementsverkiezingen 1974
De Luxemburgse parlementsverkiezingen van 1974 werden op 26 mei 1974 gehouden. Hierbij werd voor een periode van vijf jaar een nieuwe samenstelling van de Kamer van Afgevaardigden gekozen.
De Christelijk-Sociale Volkspartij (CSV) van zittend premier Pierre Werner verloor drie zetels, maar bleef met 18 van de 59 zetels de grootste partij in het parlement. De liberale Democratische Partij (DP) kreeg er op haar beurt drie zetels bij. Na de verkiezingen werd door de DP en de sociaaldemocratische LSAP een meerderheidsregering gevormd, waarmee de CSV voor het eerst in haar bestaan in de oppositie werd gedwongen. De regering-Thorn-Vouel trad op 15 juni 1974 aan onder leiding van premier Gaston Thorn.

## Uitslag
| Partij | Partij                                                                                   | %     | Zetels | Verandering |
|        | Christelijk-Sociale Volkspartij (Chrëschtlech Soziale Vollekspartei)                     | 29,9% | 18     | -3          |
|        | Luxemburgse Socialistische Arbeiderspartij (Lëtzebuerger Sozialistesch Aarbechterpartei) | 27,0% | 17     | -1          |
|        | Democratische Partij (Demokratesch Partei)                                               | 23,3% | 14     | +3          |
|        | Sociaaldemocratische Partij (Parti Social Démocrate)                                     | 10,1% | 5      | +5          |
|        | Communistische Partij van Luxemburg (Kommunistesch Partei Lëtzebuerg)                    | 8,8%  | 5      | -1          |
| Totaal | Totaal                                                                                   | 100%  | 59     |             |